# Куриленко Володимир Юрійович
Володи́мир Ю́рійович Куриле́нко (1986—2023) — український військовослужбовець, учасник російсько-української війни.

## Життєпис
Народився 1986 року в місті Петрозаводськ.
Доброволець з перших днів повномасштабного вторгнення.
Загинув 5 березня 2023 року від травм, яких зазнав під час мінометно-артилерійського обстрілу в Донецькій області біля Красногорівки.
Похований на Алеї Слави Баранівського кладовища в Сумах.
Без Володимира лишилися дружина, син, донька, мати та брат.

## Нагороди та вшанування
- Почесний громадянин міста Суми.
- Одна з вулиць Сум названа на честь Володимира Куриленка[1].